# Problema social
Desde la época burguesa los problemas sociales se han considerado como un asunto o tema que actúa como contratiempo el cual influye en muchos ciudadanos dentro de una sociedad. Es un grupo de problemas comunes en la sociedad y que muchas personas se esfuerzan por resolver. A menudo es consecuencia de factores que se extienden más allá del control de un solo y único individuo. Los problemas sociales son la fuente de una opinión contradictoria sobre la base de lo que se percibe como decisiones de vida personal o social interpersonal moralmente correctas o incorrectas. Se distinguen de los económicos; sin embargo, algunos problemas (como la inmigración) tienen aspectos tanto sociales como económicos. También hay problemas que no entran en ninguna categoría, como la guerra.
Puede haber desacuerdos sobre qué problemas sociales vale la pena resolver o cuáles deberían tener prioridad. Diferentes individuos y diferentes sociedades tienen diferentes percepciones. En "Los derechos del hombre", Thomas Paine aborda el deber del individuo de "permitir a los demás los mismos derechos que nosotros mismos", el no hacerlo provoca la creación de un problema social.
Hay una variedad de métodos que la gente usa para combatir los problemas sociales. Algunas personas votan por líderes en una democracia para promover sus ideales. Fuera del proceso político, la gente dona o comparte su tiempo, dinero, energía u otros recursos. Esto suele tomar la forma de voluntariado. Las organizaciones sin fines de lucro a menudo se forman con el único propósito de resolver un problema social. La organización comunitaria implica reunir a las personas con un propósito común.
Un significado distinto, pero relacionado, del término "problema social" (usado particularmente en los Estados Unidos) se refiere a temas de interés político y nacional, sobre los cuales el público está profundamente dividido y que son objeto de intensa defensa, debate y votación partidista. En este caso, "cuestión social" no se refiere necesariamente a un mal a resolver, sino a un tema a discutir.

## Problemas personales
Heinz Bude menciona que los problemas personales son aquellos que los individuos tratan con ellos mismos y dentro de un pequeño rango de sus compañeros y relaciones. Por otro lado, los problemas sociales involucran valores apreciados por la sociedad en general. Por ejemplo, una alta tasa de desempleo que afecta a millones de personas es un problema social.
La línea divisoria entre un problema personal y un problema social o público puede ser subjetiva y depende de cómo se definan los grupos. Sin embargo, cuando un sector suficientemente grande de la sociedad se ve afectado por un problema, se convierte en un problema social. Volviendo al tema del desempleo, mientras que una persona que pierde su trabajo es un problema personal y no social, es probable que 18 millones de personas que pierdan su trabajo generen una variedad de problemas sociales.

## Problemas de "valencia" en contra de problemas de posición
Un problema de valencia es un problema social que la gente interpreta uniformemente de la misma manera. Este tipo de cuestiones generalmente generan un consenso generalizado y provocan poca resistencia por parte del público. Un ejemplo de un problema de valencia es el abuso infantil, que es condenado en varias sociedades en un grado lo suficientemente amplio como para que algunos científicos sociales puedan hablar de ellos como si fueran universales, por el bien de la ilustración.
Mientras, un problema de posición es un asunto social en qué la opinión popular entre sociedad está dividida. Las personas diferentes pueden aguantar diferentes vistas, los cuales no son fácilmente cambió. Un ejemplo de un problema de posición es el aborto.

## Tipos de problemas que afectan la sociedad
Los tipos genéricos de problemas sociales, junto con ejemplos de cada uno, son los siguientes:

### Estratificación social
La estratificación social es un tipo de diferenciación social mediante la cual los miembros de la sociedad se agrupan en estratos socioeconómicos, en función de su ocupación e ingresos, riqueza y estatus social o poder derivado (social y político). Como tal, la estratificación es la posición social relativa de las personas dentro de un grupo social, categoría, región geográfica o unidad social.

### Problemas económicos
Las tasas de desempleo varían según la región, el género, el nivel educativo y el grupo étnico.
En la mayoría de los países (incluidos los países desarrollados), muchas personas son pobres y dependen del bienestar, por ejemplo, en 2007, en Alemania, uno de cada seis niños lo eran. Eso es más que uno en setenta y cinco en 1965. La guerra también juega un papel importante en perturbar el estado económico de un país al usar dinero destinado al bienestar.

### Desorganización social
En muchos países existen los llamados "barrios problemáticos". Estos vecindarios tienden a tener una alta tasa de abandono de la escuela secundaria, y los niños que crecen en estos vecindarios tienen una baja probabilidad de ir a la universidad en comparación con los niños que crecen en otros vecindarios. El abuso de alcohol y drogas es común en estos vecindarios.

### ¿Cómo los problemas afectan la vida de las personas?
Las condiciones de salud generalizadas (a menudo caracterizadas como epidemias o pandemias) son motivo de preocupación para la sociedad en su conjunto. Pueden dañar la calidad de vida, la capacidad de las personas para contribuir a la sociedad (por ejemplo, trabajando) y, lo que es más problemático, provocar la muerte.
Las enfermedades infecciosas son a menudo problemas de salud pública porque pueden propagarse rápida y fácilmente y afectar a un gran número de personas. La Organización Mundial de la Salud tiene un gran interés en combatir los brotes de enfermedades infecciosas minimizando su propagación geográfica y numérica y tratando a los afectados. Otras afecciones para las que aún no existe una cura o incluso un tratamiento eficaz, como la demencia, pueden considerarse problemas de salud pública a largo plazo.

### Edad y el curso de vida
A lo largo del curso de la vida, existen problemas sociales asociados a diferentes edades. Uno de esos problemas sociales es la discriminación por edad. Un ejemplo de discriminación por edad es cuando a una persona en particular no se le permite hacer algo o se le trata de manera diferente según la edad.

### Desigualdad social
La desigualdad social es "el estado o la calidad de ser desigual". Es la raíz de una serie de problemas sociales que ocurren cuando factores como el género, la discapacidad, la raza y la edad pueden afectar la forma en que se trata a una persona. Un ejemplo pasado de desigualdad como problema social es la esclavitud en los Estados Unidos. Los africanos traídos a Estados Unidos a menudo eran esclavizados y maltratados, y no compartían los mismos derechos que la población blanca de Estados Unidos.
Varios movimientos de derechos civiles han intentado, y con frecuencia lo han logrado, promover la igualdad y extender los derechos a grupos previamente marginados. Estos incluyen el movimiento por los derechos de las mujeres (que comenzó alrededor de la década de 1920), el movimiento de derechos civiles en los Estados Unidos por la igualdad afroamericana (que comenzó alrededor de la década de 1950) y el movimiento de derechos LGque comenzó alrededor de la década de 1960.

### Educación y escuelas públicas
La educación es indiscutiblemente el factor más importante para el éxito de una persona en la sociedad. Como resultado, los problemas sociales pueden surgir debido a la distribución desigual de fondos entre las escuelas públicas, como la que se observa en los Estados Unidos. La débil política organizativa del lugar y la falta de comunicación entre las escuelas públicas y el gobierno federal han tenido efectos importantes en la generación futura. Las escuelas públicas que no reciben puntajes altos en las pruebas estandarizadas no reciben fondos suficientes y, como resultado, sus estudiantes no reciben lo que debería ser el nivel máximo de educación.

### Trabajo y ocupaciones
Los problemas sociales en el lugar de trabajo incluyen estrés ocupacional, robo, acoso sexual, desigualdad salarial, desigualdad de género, desigualdad racial, disparidades en la atención médica y muchos más. Además, los problemas comunes en el lugar de trabajo que enfrentan los empleados incluyen conflictos interpersonales, problemas de comunicación (por ejemplo, chismes), intimidación, acoso, discriminación, baja motivación y satisfacción laboral, y problemas de desempeño.

### Racismo ambiental
El racismo ambiental existe cuando un lugar o pueblo en particular está sujeto a prácticas ambientales problemáticas debido a los componentes raciales y de clase de ese espacio. En general, el lugar o pueblo está habitado por grupos minoritarios y de menores ingresos. A menudo, hay más contaminación, fábricas, vertederos, etc. que producen peligros ambientales y riesgos para la salud que no se ven en ciudades más prósperas, como las de Bangladés.Discriminación y abuso
Dos de los problemas sociales más antiguos son la discriminación sexual y racial, que consisten en declarar superiores al sexo masculino y, por lo general, a la mal llamada raza blanca por encima de la mujer y del resto de las razas, respectivamente. A pesar de la lucha de millones de personas por erradicar estas cuestiones a través del activismo y la concienciación masiva, esto persiste y genera sufrimiento, violencia y muerte.
¿Cómo hablar de problemas sociales sin mencionar el abuso infantil, una de las atrocidades que sólo tiene lugar en nuestra especie? Muchas veces, comienza a raíz de la necesidad de trabajar de los niños de clase baja y del consiguiente aprovechamiento de aquellos que los explotan de las maneras más espantosas imaginables, como ser la prostitución infantil.
Todos estos problemas sociales están relacionados entre sí y por lo tanto no deben tratarse de forma aislada: la pobreza parece ser la causa de la mayoría de los otros, por lo cual es el primero que debe atacarse con todos los medios posibles para evitar que los seres humanos continuemos destruyéndonos entre nosotros.

## Otras 20 problemáticas
Otros problemas incluyen acoso callejero, intolerancia de género, cyberbullying, romantización de relaciones tóxicas, pedofilia, maltrato Infantil, violencia de género, pobreza y corrupción, alta de alfabetización y aritmética, absentismo escolar, intolerancia religiosa, inmigración, extremismo político y religioso, discriminación de todo tipo, envejecimiento de la población, paternidad no planificada, adolescencia, trabajo infantil.